# Quettreville-sur-Sienne
Quettreville-sur-Sienne là một xã thuộc tỉnh Manche trong vùng Normandie tây bắc nước Pháp. Xã này nằm ở khu vực có độ cao trung bình 19 mét trên mực nước biển.